# Łańcuch choinkowy

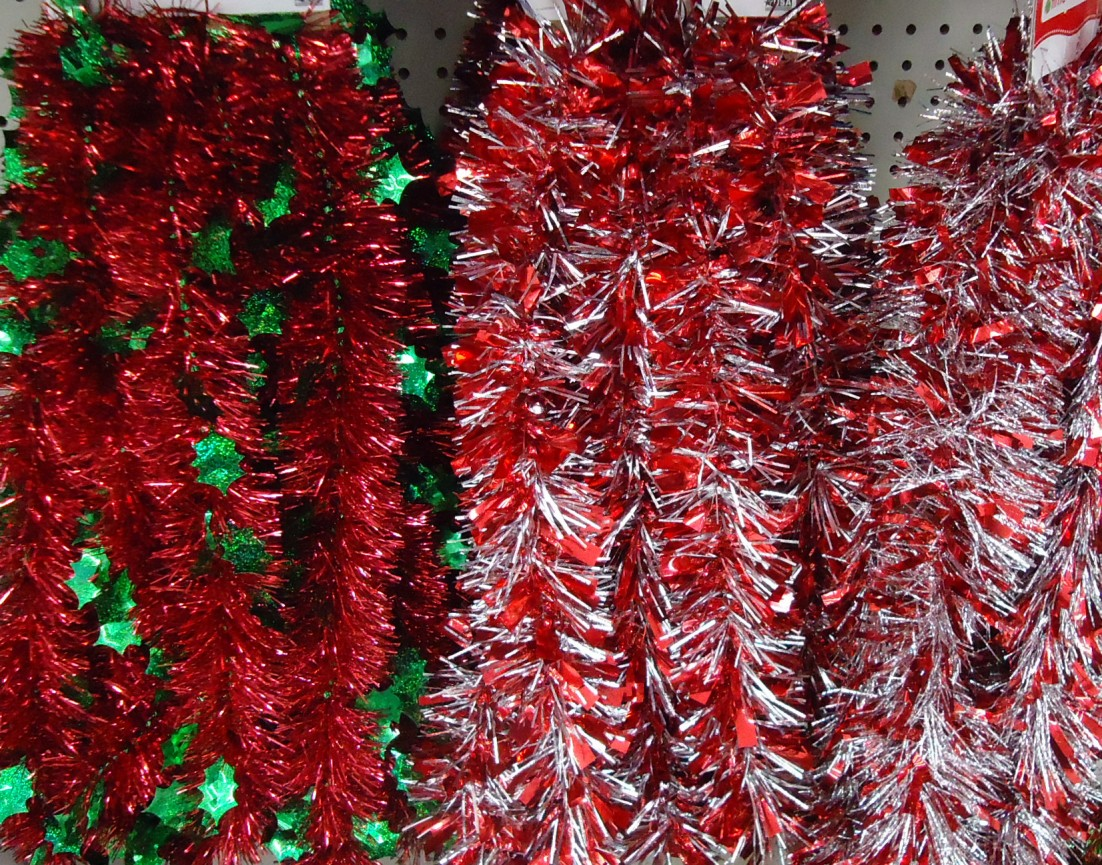
Łańcuchy choinkowe w sklepie

Łańcuch choinkowy (girlanda choinkowa) – ozdoba choinkowa wykonana zazwyczaj z papieru lub tworzyw sztucznych. Łańcuch służy do zawieszania na choinkę lub do innych świątecznych dekoracji.